# Полемониум
Полемониум (Polemonium) е род покритосеменни растения от семейство Флоксови (Polemoniaceae). Включва около 25 вида, разпространени в хладните умерени, субарктичните и планинските области на Северното полукълбо, както и в южната част на Андите. Повечето са многогодишни и достигат от 10 до 120 cm на височина. Листата са ярко зелени, а цветовете – сини, по-рядко бели или розови.

## Видове
- Polemonium acutifolium
- Polemonium antarcticum
- Polemonium boreale
- Polemonium brandegeei
- Polemonium caeruleum
- Polemonium californicum
- Polemonium carneum
- Polemonium chartaceum
- Polemonium chinense
- Polemonium confertum
- Polemonium cuspidatum
- Polemonium delicatum
- Polemonium elegans
- Polemonium eximium
- Polemonium foliosissimum
- Polemonium gayanum
- Polemonium longii
- Polemonium mexicanum
- Polemonium micranthum
- Polemonium nevadense
- Polemonium occidentale
- Polemonium pauciflorum
- Polemonium pectinatum
- Polemonium pulcherrimum
- Polemonium reptans
- Polemonium sumushanense
- Polemonium vanbruntiae
- Polemonium viscosum
- Polemonium yezoense